# Joakín Bello
Joakín Bello (Concepción; 12 de noviembre de 1953) es un músico, multinstrumentista,  compositor, escritor, investigador, profesor y poeta chileno. Es descrito como uno de los artistas más prolíficos de Chile, además de uno de los pioneros y máximos exponentes del género new age en su país, con más de mil obras musicales inscritas. Ha participado en festivales y eventos realizados en 5 continentes.
Se le considera «uno de los músicos chilenos de más amplio alcance de propuestas, vinculadas todas ellas a la tradición musical y humanista».

## Biografía
Nació en Concepción, Chile. Desde temprana edad inició su formación musical en el Conservatorio Nacional de Música de la Universidad de Chile, donde destacó como violinista y compositor. Fue alumno de Jaime de la Jara. Complementó sus estudios musicales de interpretación superior en violín en la Universidad Católica de Chile. Bello obtuvo una beca por parte del Ministerio de Cultura de la Unión Soviética, lo que le permitió continuar con sus estudios en el Conservatorio de Moscú a comienzos de la década de 1970. Allí fue alumno de Aram Jachaturián y Leonid Kogan. Además fue premiado por el Congreso Anual de Compositores de la Unión Soviética por la obra Suite para Violín y Violoncello. Continuó su formación musical en Argentina y España, donde se relacionó con otros músicos y maestros como Fedora Aberastury. En Europa compuso 400 canciones con contenido místico.
Bello también se ha desempeñado como compositor, poeta, escritor, investigador y docente. Uno de sus trabajos más destacados fue Detrás del arcoíris (1987) que fue catalogado «un hito de divulgación internacional, por su fusión de música con sonidos de aves, mamíferos, agua y viento». Su extensa carrera como artista lo ha llevado a presentarse en diversos escenarios nacionales e internacionales como el Teatro Universidad de Concepción en Chile, la Biblioteca de Santiago (BDS), el Teatro Colón en Argentina, el Anfiteatro Gibson (anteriormente conocido como Universal Amphitheatre) en Estados Unidos, el Ateneo de Caracas en Venezuela, el Teatro Nacional Heitor Villa-Lobos en Brasil y en festivales realizados en los 5 continentes. Ha publicado más de 1000 obras inscritas.
En sus trabajos y obras musicales fusiona diversidad de géneros como la música clásica, electrónica, popular, étnica y acústica.
El artista también ha participado en eventos sociales y humanitarios. Se ha mostrado a favor de la paz, lo que le ha llevado a realizar obras como  Ofrenda de los Andes por la Paz e Himno por la Paz, esta última además de haber sido escrita por Bello, contó con un vídeo emitido por la Organización de las Naciones Unidas en Perú «para mostrarlo en las escuelas de todo el país». También participó en la Cumbre de la Tierra de Río de Janeiro y desde finales de la década de 1990 organiza eventos artísticos para el Dalai Lama.
En 1991 es invitado por Robert Redford a su rancho en Utah. Allí colaboró con un documento que sirvió como base para «la defensa del ecosistema planetario»; también publicó el trabajo Sundance que sirvió para «financiar algunas iniciativas ecológicas».
En septiembre de 2022 fue declarado socio benemérito por la Sociedad Chilena de Autores e Intérpretes Musicales, por su extensa trayectoria artística.